# Бейсембетов, Искандер Калыбекович
Искандер Калыбекович Бейсембетов (род. 27 сентября 1966, Алма-Ата, Казахская ССР) — казахстанский государственный и общественный деятель, экономист-математик, доктор экономических наук, профессор, академик Национальной академии наук РК, вице-президент НАН РК, бывший ректор КБТУ и КазНИТУ, в разные годы - член совета директоров Банка Развития Казахстана, КИМЭП, Esil University. Имеет более 30 научных трудов и публикаций, активно участвует в общественно-экономических инициативах.

## Образование и учёная деятельность
Окончил школу РФМШ (Алматы) в 1983 г. и Московский экономико-статистический институт (МЭСИ) в 1990 г. по специальности «экономист-математик». В 1993 году завершил аспирантуру МЭСИ.
Доктор экономических наук, профессор. 
Академик Национальной академии наук РК, Вице-президент НАН РК и председатель этического совета академии.

## Карьера

### Ранняя карьера
- 1993—1996 — президент АО «Тенгри»[1]

### Государственная служба
В разные годы занимал ключевые государственные и руководящие должности:
- 1996—1999 — заместитель директора, директор Института экономических исследований (ERI) при Министерстве экономики РК — ведущего экономического аналитического центра страны (бывший Институт экономики при Госплане Каз.ССР)[1]
- 1999—2000 — заместитель председателя Национального банка Республики Казахстан, где отвечал за макроэкономическую политику и информатизацию банковской системы[1]
- 2000—2001 — заведующий социально-экономическим отделом Администрации Президента РК[1]
- 2001—2003 — председатель Агентства по стратегическому планированию и реформам Республики Казахстан, где курировал вопросы макроэкономической политики и национальных программ развития[1]

### Корпоративная деятельность
- 2003—2004 — управляющий директор корпоративного развития АО НК «КазМунайГаз»[1]

### Образовательная деятельность
- 2004—2015 — ректор Казахстанско-Британского технического университета (КБТУ)[1][3]. Под его руководством университет вошёл в число ведущих инженерных вузов страны.
- Декабрь 2015—2021 — ректор Казахского национального исследовательского технического университета имени К. И. Сатпаева (Satbayev University)[1][4][5]. Продолжил курс на академическую автономию, развитие индустриальных партнёрств и внедрение международных стандартов образования.

Руководил реформами высшего технического образования, поддерживал создание исследовательских лабораторий и совместных проектов с ведущими корпорациями, включая Schlumberger, Chevron и Honeywell.

## Научно-организационные достижения
В период его руководства КБТУ и КазНИТУ прошли масштабные реформы образовательных программ, модернизация и интеграция с международными стандартами.
Участвовал в разработке государственных и научных программ, публикации академических и научно-прикладных журналов, модернизации вузов и академической системы.

## Общественная и экспертная деятельность
Часто выступает на конференциях и в СМИ как эксперт в экономике, науке и образовании.   
Один из основателей и активных участников общественного фонда «Elge Qaitaru».

## Награды и признание
Лауреат Государственной Премии Республики Казахстан.
Академик и вице-президент НАН РК.
Ректорские достижения отмечены государственными наградами.

## Личная жизнь
Родился 27 сентября 1966 года в Алматы. 
Родители - Калыбек Бейсембетов и Умут Килибаева.
Дети - Якуб Бейсембетов и Рахимжан Бейсембетов.